# 日寇暴行实录
《日寇暴行实录》是國民政府軍事委員會政治部于1938年7月出版发行的宣传画册，用影像记录了日本侵华战争中的战争罪行和中国军民的抗战情形。画册由政治部部长陳誠作序；后环还衬印有田汉作词、冼星海作曲的《雪耻复仇歌》。
画册分为“炸”、“烧”、“杀”、“奸”、“掠迫”、“流徙”等部分，逾170幅照片，其中部分被认为是南京大屠殺的影像资料。除了少量外国报刊的新闻图片，画册的照片主要是从日军俘虏处搜集，有相当一部分为首次公开:114。是抗战时期的珍贵史料。

## 编辑与出版
《日寇暴行实录》的编撰始于南京沦陷后，日军在南京实施大规模屠杀，震动世界。前线战士从日军俘虏身上缴获了大量照片，传到武汉，國民政府軍事委員會政治部决定以此为契机编印一本宣传画册，向国内外揭露日军的战争罪行:114。这一任务交由第三厅负责，具体由第六处和第七处共同执行:114, 111。冯乃超、史东山、马彦祥、叶浅予等五人被紧急召集，投入到照片的整理与出版工作中:114。
为了确保画册的质量，第三厅决定委托香港商务印书馆代为印刷。叶浅予携带原稿赶赴香港，亲自监督印刷过程:114。到香港后，叶浅予找到丁聪，后者协助完成了版样设计与编辑。将近一个月后，一万册《日寇暴行实录》印制完成。第一批样书由叶浅予随身带回武汉，其余画册则计划通过广州铁路局运往武汉。此间第三厅已由武昌昙花林迁到汉口海关大楼:114。
就在画册即将运抵武汉之际，日军发动了包围武汉的猛烈攻势，又在10月21日攻占了广州，切断了抗战后方与海外的交通。武汉的撤退命令随之下达，第三厅被迫迁往长沙暂驻。辗转之下，画册最后运抵长沙。:114

## 内容
《日寇暴行实录》全书为十六开本:114。精装版封面采用浅豆绿背景，白色书名；简装版为黑色背景，淡黄色书名。扉页除标题外还印有“献给我忠勇将士与爱国同胞！”的题记。画册前环衬印有题为“日寇侵略地图”的地图；后环衬印有田汉作词、冼星海作曲的《雪耻复仇歌》。

### 序言
序言为陳誠1938年6月15日所作，全文如下：
日寇之危害我国家民族，其由来久矣。有明中叶，寇我东南沿海。甲午中日之役，夺我朝鲜台湾。日俄之役，攫我旅顺大连。民国以来，阻挠我国革命，破坏我国统一，占我领土，侵我主权，掠取我经济，摧残我文化等，阴谋诡计，层出不穷，事实俱在，中外共喻。而自「九一八」以来，日寇侵略，愈趋积极，蚕食不已，继以鲸吞东北四省，平津、上海、南京，先后沦陷；傀儡组织，陆续成立。自去年七七卢沟桥事变起，我全国上下，为企求民族之生存独立，为维护世界之正义和平，在最高领袖统率领导之下，精诚团结，一致奋起，与暴敌作殊死斗。目下神圣抗战，为时将一载，赖我最高领袖之筹措咸宜，我前线忠勇将士之浴血杀敌，我后方民众之同心协力，最后胜利，必属我方，盖无疑义。而日寇将士，日暮途穷悲末日之将至，逞兽类之暴行，铁蹄所至，村舍为墟，其残忍恶毒，淫秽贪狠，既非人间想像所能及，亦非笔墨文字所能罄。是册所搜材料，以时间匆促，至不完备，故画片所摄之事实，实不足以表日寇残暴行为之万一。但血气之伦，一读此书，吾信其必有怒发冲冠，目眥尽裂者矣。谁无父母？谁无妻女？见同胞之惨遭残杀与蹂躏，又谁能不投袂奋起，以图自效？我黄帝子孙，有史以来，遭遇之惨酷，诚未有甚于今日者。以前所谓嘉定三屠，扬州十日，以今视之，反觉瞠乎后矣。迄今抗战已入三期，非共矢忠诚，湔濯此辱，实无以上对祖宗，下对后嗣。凡我国人务希共本亲爱精诚之精神，有我无敌之决心，卧薪尝胆，破釜沉舟，牺牲一切，奋斗到底，庶抗战可操必胜之券，而民族乃有复兴之望。同胞同胞，其共勉之！
民国二十七年六月十五日 陳誠序于武昌军次。

### 正文
画册正文共分八个部分，分别是“炸”、“烧”、“杀”、“奸”、“掠迫”、“流徙”、“我抗战阵容”和“日寇的没落”。
| 章节       | 主要内容 | 图像数量            |
| ---------- | --- | ------------------- |
| 炸         | 天津、上海、南京、广州、汉口等地遭遇的空袭；被轰炸的文化、慈善与外交机构；轰炸中丧生的母子以及失去母亲的孤儿                                 | 45                  |
| 烧         | 上海、杭州、台儿庄等地被空袭后黑烟滚滚的情景；日军在南京用石油放火烧杀中国百姓后留下的焦黑尸体。                                             | 9                   |
| 杀         | 被日军用日本刀斩首的民众；南京、杭州、苏州、山西等地被杀害的农民；“血池”；被刺刀杀死的孩童。                                                 | 13                  |
| 奸         | 被凌辱、强迫露出下体的中国女性；被轮奸致病的十六岁少女；下体被插入异物的老妇尸体；被士兵轮奸后又被剖开腹部的多具女尸；日军与慰安妇的合影等。 | 10                  |
| 掠迫       | “活埋”与“日寇暴行的自供”。 | 7张活埋影像+5幅自供 |
| 流徙       | 徐州、镇江、上海、郑州等地“战区同胞之颠沛流离”。                                                                                             | 9                   |
| 我抗战阵容 | “我忠勇将士”、“我礮队雄姿”、“我机械化部队”、“全国民众武装起来”、“我空军雄姿”、“救护”、“慰劳”、“输将”与“军民合作”。                           | 64                  |
| 日寇的没落 | “寇军败绩”、“被我俘虏之大批战利品”、“寇军怕死的证明”。                                                                                       | 20                  |

#### 图像摘录
以下照片摘录自《日寇暴行實錄》。

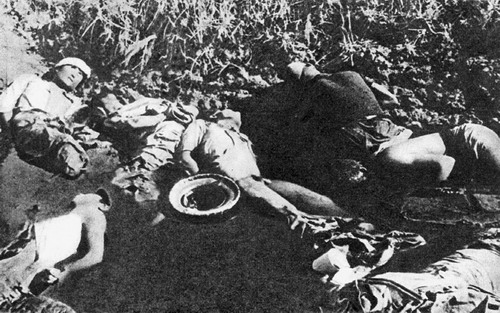
南京大屠杀期间南京郊外的水塘，这个水塘堆积了高达三百多具尸体，图中为士兵
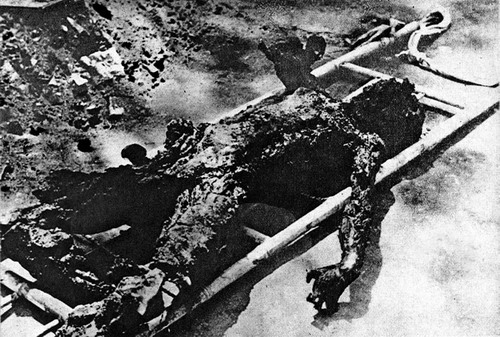
南京大屠杀期间，某市民被加入煤油燃烧后成为烧焦的尸体

### 附录
画册正文后有七篇附录，分别是：《六十年来的血债》、《日寇暴行记略》、《日寇在东北的烧杀淫掠》、《抗战到底雪耻复仇》、《国际的公论与同情》五篇文章与《日寇损失统计表》、《我国损害统计表》两幅图表。

## 后续发行
画册运抵长沙后，由于抗战形势严峻及组织效率低下，画册的分发状况不容乐观。同时为了延缓日寇的进犯，国民党决定使用焦土政策，实施焚烧长沙的计划。叶浅予后来在其回忆录《细叙沧桑记流年》中提到，他怀疑大部分画册很可能在1938年11月12日的长沙大火中被毁，他又提及《日寇暴行实录》被尘封多年，多亏了马彦祥的帮助这本画册才公诸于世。:115

## 相关书籍
- 《外人目睹中之日軍暴行》，田伯烈著
- 《南京暴行：被遗忘的大屠杀》，张纯如著

## 註解
1. ↑  第三厅是文化宣传部门，郭沫若经周恩来推荐任厅长，阳翰笙任秘书长。
2. ↑  第六处是艺术处，田汉任处长。
3. ↑  第七处是对外对敌宣传处，范寿康任处长。